# Tim Kennedy (politiker)
Timothy Martin "Tim" Kennedy, född 20 oktober 1976 i Buffalo, New York, är en amerikansk politiker (demokrat). Han är ledamot av USA:s representanthus sedan 2024.
Kennedy gick i skola i St. Joseph's Collegiate Institute i Erie County och studerade därefter vid D'Youville College.
Kennedy vann fyllnadsvalet till USA:s representanthus i april 2024 som hölls efter att Brian Higgins hade avgått som representanthusledamot den 2 februari 2024.